# Island Peak
Der Island Peak (englisch; Nepali इम्जा छे, Imja Tse „Inselberg“) ist ein 6189 m hoher Berg im nepalesischen Teil des Himalayas. Er liegt im Mahalangur Himal in der Region Khumbu zwischen der Lhotse-Südwand und der Ama Dablam.

## Name
Der Berg wurde von Eric Shipton Island Peak genannt, da der Gipfel wie eine Insel aus der ihn umgebenden Eiswüste heraussticht. Im Jahr 1983 wurde er in Imja Tse umbenannt, umgangssprachlich wird jedoch weiter der Name Island Peak genutzt.

## Besteigungsgeschichte
Die Erstbesteigung fand am 6. April 1956 durch Hansruedi von Gunten und die Sherpas Lobsang und Gyalsen, Mitglieder der unter der Leitung von Albert Eggler stehenden Schweizer Expedition statt, als Training für die spätere Besteigung von Mount Everest und Lhotse. Der südwestliche Nebengipfel des Berges wurde bereits im Jahr 1953 durch Charles Evans, Alf Gregory, Charles Wylie und Tenzing Norgay erstmals erreicht.

## Besteigung heute
Die Besteigung des Island Peak gilt als wenig schwer. Der Schwierigkeitsgrad der Normalroute wird mit WS (UIAA-Grad II) bewertet. Durch seine geringe Schwierigkeit und die gute Zugänglichkeit ist er ein beliebter Trekkinggipfel. Er ist daher häufig das Ziel von kommerziellen Expeditionen. Von den Expeditionsteilnehmern wird eine gute körperliche Leistungsfähigkeit und nur wenig Bergerfahrung verlangt. Durch seine Höhe und die extremen Temperaturen dient der Berg vielfach als Training für die Besteigung von höheren Himalayabergen. Der Berg wird in der Regel zwischen April–Mai und Oktober–November bestiegen. Wegen seiner Popularität ist für die Besteigung ein kostenpflichtiger Permit der Nepal Mountaineering Association nötig.
Von Dingboche (4340 m) führt ein markierter Weg über Chhukhung ins Island Peak-Basislager auf 5100 m. Dieses liegt zwischen dem Imja Tse und der seitlichen Moräne des Imja-Gletschers. Oberhalb des Basislagers führt der Normalweg unproblematisch durch gerölliges Gelände bis zu einem Gletscher auf der Südostseite des Berges. Nach der Überquerung des Gletschers folgt eine rund 100 m hohe, bis zu 60 Grad steile Steigung bis zu einem Grat. Diese vergletscherte Steigung wird in der Regel mit Fixseilen versehen und der Aufstieg kann mit Hilfe von Steigklemmen bewältigt werden. Der nachfolgende ausgesetzte, wenig steile Grat führt direkt zum Gipfel. Kurz vor dem Gipfel ist nochmals ein kurzer steiler Aufstieg zu bewältigen. Der gesamte Grat wird in der Regel bis zum Gipfel mit Fixseilen versehen. Vom Gipfel hat man einen guten Ausblick auf die Achttausender Lhotse und Makalu. Derzeit (Stand November 2019) wird vom Gletscherbecken direkt über die Flanke zum Gipfel aufgestiegen, der Grat wird dabei nicht berührt.